# Bangassi-Illa
Pour les articles homonymes, voir Bangassi.
Bangassi-Illa est une commune située dans le département de Doumbala de la province de Kossi au Burkina Faso.